# Sandro Gotal
Sandro Gotal, né le 9 septembre 1991 à Bregenz en Autriche, est un footballeur autrichien d'origine croate, évoluant actuellement au poste d'attaquant au SV Donaustauf.

## Palmarès
- Champion d'Autriche de D2 (Erste Liga) en 2012 avec le Wolfsberger AC